# Europe Démocratie Espéranto
Pour les articles homonymes, voir EDE.
 (mars 2024).
Europe Démocratie Espéranto (EDE ; en espéranto : Eŭropo Demokratio Esperanto) est une alliance politique européenne qui propose l'adoption de l'espéranto comme langue commune équitable, à la fois comme ciment de la citoyenneté européenne et comme clé de voûte d'un multilinguisme stable et équilibré (« l'Europe du citoyen »).

## Objectif et idées
L'objectif avancé du mouvement est « de faire avancer la citoyenneté européenne, renforcer la démocratie dans l'Union européenne », notamment au moyen de l'espéranto. Selon ce mouvement, utiliser l'espéranto comme langue commune équitable en complément des langues officielles de l'Union européenne faciliterait les contacts entre membres de pays différents et contribuerait à l'émergence d'une réelle démocratie et citoyenneté à l'échelle européenne, parallèlement à des outils démocratiques, comme le tirage au sort ou le référendum.

## Mouvement européen
Les statuts du mouvement Europe Démocratie Espéranto ont été déposés en 2003 à Strasbourg en tant que parti politique européen[précision nécessaire]. Il ne répond néanmoins pas à la définition institutionnelle de parti politique européen, qui exige l'obtention d'élus au Parlement européen, et ne reçoit en conséquence aucune subvention de l'Union. C'est le premier mouvement politique européen qui n'est pas né du rassemblement et de la convergence de mouvements politiques nationaux. Il a été créé en 2003, soit avant Newropeans en 2005 et Libertas en 2008.
Europe Démocratie Espéranto se compose d'une fédération européenne dont le siège est à Strasbourg à proximité du Parlement européen. Cette fédération rassemble des sections locales, généralement nationales, adaptées à la législation relative aux partis politiques, spécifique à chaque État membre. Les statuts ont été rédigés en espéranto, puis traduits dans les différentes langues européennes. Il est à noter que juridiquement, c'est la version française qui fait foi, bien que la langue de travail du mouvement au niveau européen soit l'espéranto.

## Fédération
La fédération européenne Eŭropo Demokratio Esperanto est composée d'associations politiques présentes dans plusieurs pays de l'Union européenne :
- Allemagne
- Autriche
- Belgique
- Bulgarie
- Croatie
- Danemark
- Espagne
- Finlande
- France
- Royaume-Uni
- Hongrie
- Italie
- Lituanie
- Pays-Bas
- Pologne
- Portugal
- République tchèque
- Slovénie
- Suède

Il existe également une association affiliée à EDE au Brésil.

## Nom du parti dans différentes langues
- Eŭropo Demokratio Esperanto
- (ca) Europa Democràcia Esperanto
- (de) Europa Demokratie Esperanto
- (el) Ευρώπη Δημοκρατία Εσπεράντο
- (en) Europe Democracy Esperanto
- (es) Europa Democracia Esperanto
- (fi) Eurooppa Demokratia Esperanto
- (fr) Europe Démocratie Espéranto
- (hr) Europa Demokracija Esperanto
- (hu) Európa Demokrácia Eszperantó
- (it) Europa Democrazia Esperanto
- (lt) Europa Demokratija Esperanto
- (nl) Europa Demokratie Esperanto
- (oc) Euròpa Democracia Esperanto
- (pl) Europa Demokracja Esperanto
- (pt) Europa Democracia Esperanto
- (sv) Europa Demokrati Esperanto

## Participation aux élections européennes

### Élections européennes de 2004
En pratique, Europe Démocratie Espéranto ne pensait pas obtenir un nombre élevé de voix mais voulait profiter des élections pour faire connaître l'espéranto au grand public et tenter de proposer une alternative à l'emploi, non pas des vingt-quatre langues officielles nationales (qui sont nécessaires à la démocratie même si elles occasionnent des coûts élevés de traduction aux institutions européennes) mais à l'hégémonie de la langue anglaise, qui crée, selon Europe Démocratie Espéranto, deux classes linguistiques de citoyens en Europe : les english native speakers ou "équivalents" et les autres.
Dans les faits, seule la branche française d'Europe Démocratie Espéranto (EDE-France) a pu participer aux élections européennes de 2004 et a présenté des listes dans les sept circonscriptions électorales françaises de métropole.
Pris par les délais, EDE-Allemagne n'a pu recueillir que 2 500 signatures sur les 4 000 requises pour présenter des candidats, mais s'est présenté en 2009. EDE-Belgique et EDE-Italie ont dû renoncer faute de moyens.
En France, Europe Démocratie Espéranto a obtenu 25 067 voix lors du scrutin du 13 juin 2004, soit environ 0,15 % des voix exprimées et un nombre un peu plus élevé en 2009 et 2014
| Circonscription       | Tête de liste        | Voix   | %    |
| --------------------- | -------------------- | ------ | ---- |
| Nord-Ouest            | Bertrand Hugon (eo)  | 753    | 0,03 |
| Ouest                 | Denis-Serge Clopeau  | 4 910  | 0,19 |
| Est                   | Bruno Schmitt        | 5 341  | 0,24 |
| Sud-Ouest             | Thierry Saladin (eo) | 3 611  | 0,14 |
| Sud-Est               | Christian Garino     | 2 528  | 0,09 |
| Massif central-Centre | Jean-Paul Tonnieau   | 2 159  | 0,15 |
| Île-de-France         | Georges Kersaudy     | 5 765  | 0,21 |
| Total                 |                      | 25 067 | 0,15 |

### Élections européennes de 2009
Europe Démocratie Espéranto n'a pu présenter des listes aux élections européennes de 2009 qu'en Allemagne(circonscription nationale unique) et en France (huit circonscriptions).
Plusieurs mouvements ont apporté leur soutien aux listes de Europe Démocratie Espéranto :France Équité, Europe - Liberté et Politicat.
| Circonscription       | Tête de liste         | Voix   | %    |
| --------------------- | --------------------- | ------ | ---- |
| Nord-Ouest            | Jacques Borie         | 4 680  | 0,19 |
| Ouest                 | Bert Schumann (eo)    | 4 215  | 0,17 |
| Est                   | Fabien Tschudy        | 4 325  | 0,20 |
| Sud-Ouest             | Raymond Faura         | 3 975  | 0,15 |
| Sud-Est               | Christian Garino      | 4 286  | 0,15 |
| Massif central-Centre | Farhad Daneshmand     | 2 633  | 0,20 |
| Île-de-France         | Elisabeth Barbay (eo) | 3 294  | 0,12 |
| Outre-Mer             | Jacques Étienne       | 1 537  | 0,44 |
| Total                 |                       | 28 945 | 0,17 |

| Tête de liste   | Voix   | Pourcentage |
| --------------- | ------ | ----------- |
| Reinhard Selten | 11 772 | 0,045 %     |

### Élections européennes de 2014
Le parti Europe Démocratie Espéranto a présenté des listes dans toutes les circonscriptions de France sous le nom « Espéranto, langue commune équitable pour l’Europe ». Comme en 2009, ces listes ont reçu le soutien du mouvement Europe – Liberté. Le parti n'a en revanche pas réussi à présenter de listes dans d'autres pays.
| Circonscription       | Tête de liste              | Second de liste      | Voix   | %    |
| --------------------- | -------------------------- | -------------------- | ------ | ---- |
| Nord-Ouest            | Christine Pieters          | Jacques Borie        | 4 730  | 0,17 |
| Ouest                 | Lyse Bordage               | Philippe Berizzi     | 4 405  | 0,16 |
| Est                   | Geneviève Martin           | Cyrille Hurstel      | 4 710  | 0,19 |
| Sud-Ouest             | Monique Juy                | Thierry Saladin (eo) | 4 705  | 0,16 |
| Sud-Est               | Monique Arnaud             | Pierre Grollemund    | 5 898  | 0,18 |
| Massif Central-Centre | Marcelle Provost           | Jean-Paul Tonnieau   | 3 390  | 0,23 |
| Île-de-France         | Laure Patas d’Illiers (eo) | Jérémy Bizet         | 4 337  | 0,14 |
| Outre-Mer             | Monique Fillat             | Jacques Étienne      | 940    | 0,33 |
| Total                 |                            |                      | 33 115 | 0,18 |

### Élections européennes de 2019
Le parti Europe Démocratie Espéranto présente une liste en France aux élections européennes de 2019 sous le nom « Espéranto, langue commune équitable pour l'Europe ». Elle recueille 18 587 voix, soit 0,08 % des suffrages exprimés.

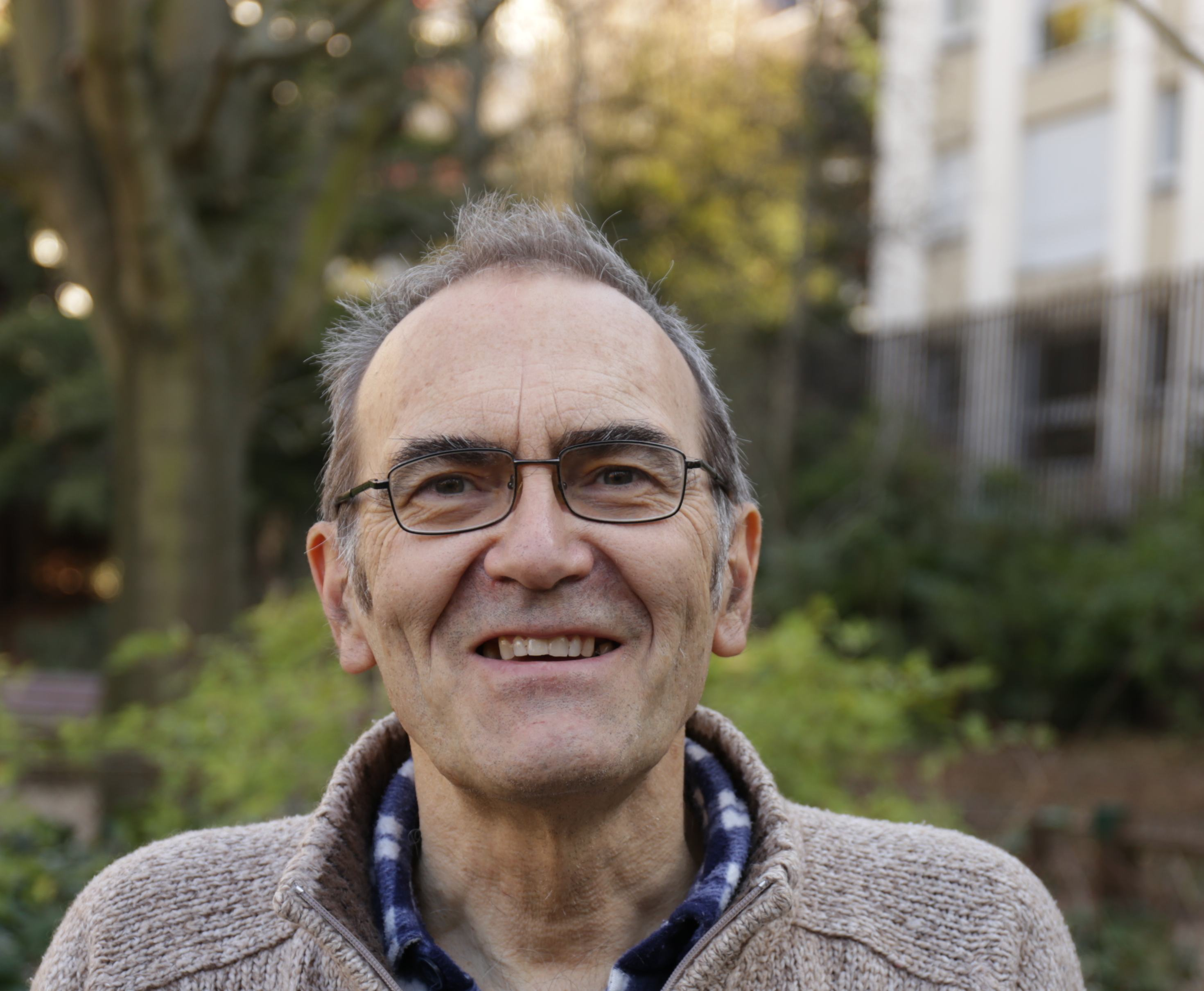
Pierre Dieumegard, président et tête de liste.

### Élections européennes de 2024
Le mouvement Europe Démocratie Espéranto présente une liste aux élections européennes de 2024 en France, sous le nom "Espéranto, langue commune", avec Laure Patas d’Illiers (eo) comme tête de liste. Elle recueille 10 349 voix, soit 0,04 % des suffrages exprimés.

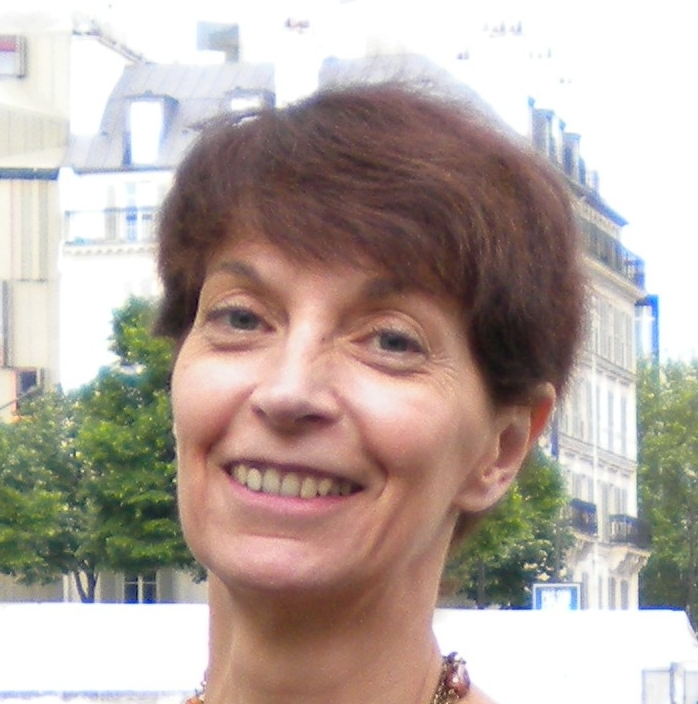
Laure Patas d'Illiers, tête de liste

## Participation à d'autres élections

### Élections législatives françaises de 2012
- Jérémy Bizet[21] - 11e circonscription des Yvelines - 0,90 %
- Robert Baud[22] - 1re circonscription de Haute-Garonne - 0,32 %